# Circoniscus hamatus
Circoniscus hamatus là một loài chân đều trong họ Scleropactidae. Loài này được Van Name miêu tả khoa học năm 1936.